# Burkhard Tesdorpf
Burkhard Tesdorpf (Bad Oldesloe, 6 de octubre de 1962) es un jinete alemán que compitió en la modalidad de concurso completo.
Participó en los Juegos Olímpicos de Los Ángeles 1984, obteniendo una medalla de bronce en la prueba por equipos (junto con Bettina Overesch, Claus Erhorn y Dietmar Hogrefe).

## Palmarés internacional
| Juegos Olímpicos | Juegos Olímpicos             | Juegos Olímpicos  | Juegos Olímpicos |
| Año              | Lugar                        | Medalla           | Categoría        |
| ---------------- | ---------------------------- | ----------------- | ---------------- |
| 1984             | Los Ángeles (Estados Unidos) | Medalla de bronce | Por equipos      |